# Awbeg
Awbeg (irl. An Abhainn Bheag – „mała rzeka”) – rzeka w południowej części Irlandii. Swoje źródła ma na zachód od Gór Ballyhoura w hrabstwie Cork. Płynie w kierunku południowo–wschodnim przez Buttevant i Doneraile. Uchodzi do Blackwater w pobliżu Castletownroche.
Wody rzeki są bogate w pstrąga.